# 볼가~발트해 수로
볼가~발트해 수로(러시아어: Волго-Балтийский водный путь 볼고-발티스키 보드니 푸티[*], 예전에는 마린스크 운하체계로 알려져 있었음)는 러시아의 볼가강과 발트해를 잇는 일련의 운하와 강을 말한다. 체레포베츠와 오네가호 사이의 거리는 368 km이다.
표트르 1세가 핀란드만을 스웨덴에서 획득한 후, 러시아 내륙 지방과 연결하는 강을 통한 운송의 확실한 방법을 제공하는 것이 필요해졌다. 가장 먼저 1709년에 완료된 비시니볼로초크 운하체계는 이를 충족하기 위한 것이었다.
알렉산드르 1세 아래에서, 비시니볼로초크를 통한 수로는 티흐빈 운하체계(1811년)와 마린스크 운하체계(1810년)에 의해 보강되었고 특히 마린스크 운하체계가 셋 중에 가장 유명해졌다. 마린스크 운하체계는 19세기 초반의 국가 경제에 중요하다고 검증된 수로 기술을 잘 보여주는 기념비였다.

## 같이 보기
- 볼가-돈 운하